# Citroën Jumpy
O Citroën Jumpy, Peugeot Expert ou Fiat Scudo são marcas de um furgão de médio porte fabricadas pela Stellantis. Assim como o seu irmão maior, o Jumpy, Expert ou Scudo possui duas versões: a de carga e a de passageiros. O veículo com três nomes diferentes, também possui uma versão elétrica chamadas E-Scudo, E-Expert ou E-Jumpy.  

## Principais características
- Versão Combi para transportar até 9 passageiros
- Bancos da frente com duas opções (Combi 8 lugares)
- Bolsa de arrumação no tecto
- Porta lateral deslizante
- Ângulo de abertura de 180º da porta traseira
- Assistência ao estacionamento (opcional)
- Faróis de halogénio (opcional)
- Suspensão traseira de compensação automática
- ABS
- 6 Airbags (1 de série + 5 opcionais)

## Carroçarias
- Furgão (Fechado e Vidrado)
- Combi (Lazer, Luxo e Semividrada)

## Motorizações
Gasolina
- 2.0 16V, 143 cv

Diesel
- 1.6 Hdi, 92 cv
- 2.0 Hdi, 120 cv
- 2.0 Hdi FAP, 138 cv

## Capacidade de carga
A Citroën Jumpy pode transportar mercadorias até 7 metros cúbicos ou com 1 200 kg de peso (valores para os modelos de maiores dimensões).

## No Brasil
Foi lançado no Brasil em outubro de 2017, com motor 1.6 turbo-diesel de 115 cv e câmbio manual de 6 marchas.